# Mobilização estudantil em São Paulo em 2015
A mobilização estudantil paulista de 2015 corresponde a uma série de manifestações e ocupações de escolas, realizadas por estudantes secundaristas em diversas regiões do Estado de São Paulo entre outubro e dezembro do mesmo ano, tendo como objetivo protestar contra a reorganização do ensino público paulista, proposta pelo governador Geraldo Alckmin e pelo então secretário de estado da educação, Herman Voorwald.
A mobilização terminou com 213 escolas públicas ocupadas e diversos protestos nas ruas, o que resultou na queda de Voorwald como secretário de Educação e a suspensão do plano de reorganização pelo Governo de São Paulo.

## Contexto
Em 23 de setembro de 2015, o Governo do Estado de São Paulo anuncia um projeto de reestruturação da rede escolar, que consistia em separar as unidades escolares de modo que cada uma passasse a oferecer apenas um dos ciclos da educação (ensino fundamental I, ensino fundamental II ou ensino médio). A proposta também previa o fechamento de 94 escolas, que seriam disponibilizadas para outras funções na área de educação.
Segundo o governo paulista, 311 mil alunos deveriam mudar de escola, 74 mil professores seriam atingidos pela mudança e 1.464 unidades escolares estariam envolvidas na reorganização.

## As ocupações
Em protesto ao plano do governo, os estudantes secundaristas começaram a ocupar escolas em 9 de novembro. A primeira escola a ser ocupada foi a Escola Estadual Diadema, em Diadema, na Grande São Paulo, seguida da Escola Estadual Fernão Dias, em Pinheiros.
O Governo do Estado reagiu enviando um grande número de policiais militares e pedindo na Justiça a reintegração de posse das duas escolas, que chegou a ser concedida. Porém, a decisão foi derrubada pelo juiz Luis Bedendi, da 5ª Vara de Fazenda Pública. O governo recorreu da sentença e sofreu uma nova derrota no Tribunal de Justiça de São Paulo, onde três desembargadores defenderam, em 23 de novembro, que os estudantes tinham direito a ocupar as escolas em protesto.
As ocupações aumentaram à medida que o governo se negava a suspender a proposta. Entidades como a Apeoesp e o Movimento dos Trabalhadores Sem-Teto (MTST) declararam apoio aos estudantes e também ocuparam algumas escolas[carece de fontes?]. 
O número de escolas ocupadas em todo o estado chegou a 200, segundo o governo, e a 213, de acordo a Apeoesp.
Com as ocupações, o SARESP, exame para avaliar o nível de aprendizado na rede pública de ensino, não pode ser realizado em 174 escolas estaduais. Como ele é base para o cálculo do valor do bônus para professores, o governo anunciou que deixaria de pagar cerca de R$ 30 milhões em bônus para os docentes de escolas ocupadas.

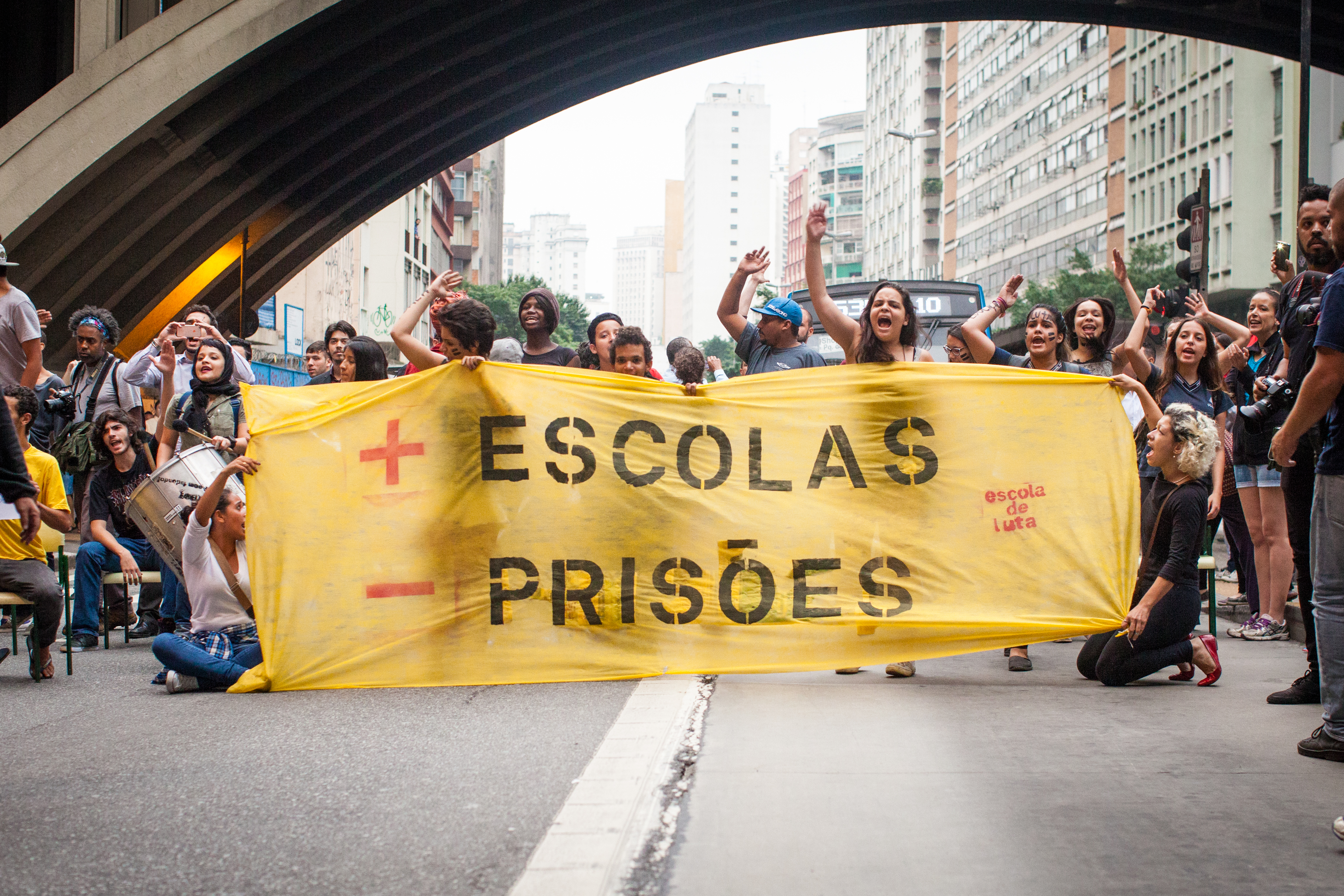
Protestos dos estudantes secundaristas na Avenida Nove de Julho, em 2015.

Em fevereiro de 2016, foi lançado o documentário "Acabou A Paz, Isto Aqui Vai Virar O Chile", dirigido por Carlos Pronzato, com uma hora de duração .
Em 2017, foi lançado o documentário "Escolas em Luta", dirigido por Eduardo Consonni, Rodrigo T. Marques e Tiago Tambelli, com 77 min. sobre as ocupações de escolas em São Paulo em 2015.
Também foi produzido o documentário "Espero tua (Re)volta", dirigido por Eliza Capai, que foi exibido no 69º Festival de Cinema de Berlin, em fevereiro de 2018.

## Os protestos
Em dezembro, os estudantes começaram a deixar as escolas e fechar cruzamentos importantes de São Paulo. Os manifestantes muitas vezes levavam cadeiras escolares e se sentavam nos cruzamentos. Dezenas de vias foram bloqueadas, como as avenidas Faria Lima, Doutor Arnaldo, Nove de Julho e Tiradentes. 
A PM usou, em muitas ocasiões, bombas de efeito moral para dispersar os manifestantes. Houve o uso de cassetetes e agressões, e pelo menos 33 manifestantes foram presos durante os atos.

## Escolas Ocupadas

### Cidades - Escolas
Americana - Escola Estadual Monsenhor Magi
Americana - Escola Estadual Antonio Zanaga
Americana - Escola Estadual Sebastiana Paie Rodella
Americana - Escola Estadual Anna Maria Lucia De Nardo Moraes Barros
Americana - Escola Estadual Heloisa Therezinha Murbach Lacava
Araçoiaba Da Serra - Escola Estadual Maria Angélica Baillot
Araraquara - Escola Estadual Lysanias De Oliveira Campos
Assis - Escola Estadual Dr. Clybas Pinto Ferraz
Assis - Escola Estadual João Batista De Aquino
Barueri - Escola Estadual Ivani Maria Paes
Barueri - Escola Estadual Henrique Fernando Gomes Estudante
Barueri - Escola Estadual José Leandro De Barros Pimentel
Barueri - Escola Estadual República De Cuba
Bauru - Escola Estadual Ayrton Busch
Bauru - Escola Estadual Stela Machado                                     
Bauru - Escola Estadual Luiz Castanho De Almeida
Cachoeira Paulista - Escola Estadual João Bastos Soares
Caieiras - Escola Estadual Olindo Dartora Doutor
Caieiras - Escola Estadual Mario De Toledo Moraes
Caieiras - Escola Estadual Francisco Gonçalves Vieira Professor
Caieiras - Escola Estadual Isaura Valentini Hanser
Caieiras - Escola Estadual Albino Fiore
Campinas - Escola Estadual Carlos Gomes                                              
Campinas - Escola Estadual Francisco Glicério                                        
Campinas - Escola Estadual Antonio Vilela Junior
Campinas - Escola Estadual Julio Mesquita
Campinas - Escola Estadual Reverendo Eliseu Narciso
Campinas - Escola Estadual Dom Barreto
Campinas - Escola Estadual Hugo Penteado Teixeira
Campinas - Escola Estadual Procópio Ferreira
Campinas - Escola Estadual Newton Pimenta Neves
Campinas - Escola Estadual  Eduardo Barnabé Deputado
Campinas - Escola Estadual Jamil Gadia Deputado
Campo Limpo Paulista - Escola Estadual Frei Dagoberto Romag
Cândido Mota - Escola Estadual Rachid Jabur
Caraguatatuba - Escola Estadual Colônia Dos Pescadores
Cotia - Escola Estadual Pequeno Cotolengo De Dom Orioni                           
Diadema - Escola Estadual Delcio De Souza Cunha Professor                           
Diadema - Escola Estadual Diadema                                                   
Diadema - Escola Estadual Homero Silva                                              
Diadema - Escola Estadual Riolando Canno
Embu Das Artes - Escola Estadual Ede Wilson Gonzaga Professor                              
Franca - Escola Estadual Suely Machado Da Silva Profa                              
Guarujá - Escola Estadual Rene Rodrigues De Moraes
Guarulhos - Escola Estadual Alayde Maria Vicente Professora                           
Guarulhos - Escola Estadual Conselheiro Crispiniano
Guarulhos - Escola Estadual Alice Chuery
Guarulhos - Escola Estadual Ilia Zilda Innocenti Blanco
Guarulhos - Escola Estadual José Storopoli Deputado
Guarulhos - Escola Estadual Vereador Antonio De Ré
Ibitinga - Escola Estadual Iracema De Oliveira Carlos
Indaiatuba - Escola Estadual Maria De Lourdes Stipp Steffen
Iperó - Escola Estadual Gaspar Ricardo Junior
Itapira - Escola Estadual Antonio Caio
Itaquaquecetuba - Escola Estadual Cicero Antonio De Sá Ramalho
Jandira - Escola Estadual Josepha Pinto Chiavelli Professora                         
Jaú - Escola Estadual Domingos De Magalhães
Jundiaí - Escola Estadual Eloy De Miranda Chaves Doutor                             
Jundiaí - Escola Estadual Barão De Jundiaí
Lencois Paulista - Escola Estadual Antonieta Grassi Malatrasi Profa                          
Lins - Escola Estadual 21 De Abril
Marilia - Escola Estadual José Alfredo De Almeida                                   
Marilia - Escola Estadual Sylvia Ribeiro De Carvalho Profa                          
Marília - Escola Estadual Monsenhor Bicudo
Matão - Escola Estadual Chlorita De Oliveira Penteado Martins
Mauá - Escola Estadual Maria Elena Colonia Professora                            
Mauá - Escola Estadual Maria Aparecida Damo
Mauá - Escola Estadual Álvaro De Souza
Mauá - Escola Estadual Marta Teresinha Rosa
Mauá - Escola Estadual Professora Iracema Crem
Miracatu - Escola Estadual Pé De Serra
Miracatu - Escola Estadual Bairro Jaire
Mogi Das Cruzes - Escola Estadual Francisco De Souza Mello
Osasco - Escola Estadual Antonio Paiva De Sampaio Coronel                          
Osasco - Escola Estadual Heloisa De Assumpção Professora                           
Osasco - Escola Estadual Francisca Lisboa Peralta
Piracicaba - Escola Estadual Antonio De Mello Cotrim Professor                          
Piracicaba - Escola Estadual Barão Do Rio Branco
Piracicaba - Escola Estadual Jethro Vaz De Toledo
Piracicaba - Escola Estadual Pedro Moraes Cavalcanti
Poa - Escola Estadual Nanci Cristina Do Espirito Santo Professora               
Ribeirao Pires - Escola Estadual Santinho Carnavale                                        
Ribeirao Pires - Escola Estadual Leico Akaishi Professora
Ribeirão Preto - Escola Estadual Professor Alberto Ferriani
Santa Barbara D'oeste - Escola Estadual Benedicta Aranha De Oliveira Lino
Santa Bárbara D'oeste - Escola Estadual Irene De Assis Saes Profa        
Santa Cruz Das Palmeiras - Escola Estadual Mario Avesani Prefeito                                    
Santo André - Escola Estadual 16 De Julho                                               
Santo André - Escola Estadual Américo Brasiliense Doutor                                
Santo André - Escola Estadual Antonio Adib Chammas                                      
Santo André - Escola Estadual João Galeão Carvalhal Senador                             
Santo André - Escola Estadual José Augusto De Azevedo Antunes Professor                 
Santo André - Escola Estadual Oscavo De Paula E Silva Professor                          
Santo André - Escola Estadual Valdomiro Silveira                                        
Santo André - Escola Estadual Oito De Abril
Santo André - Escola Estadual Wanda Bento Gonçalves
Santo André - Escola Estadual Nelson Pizzotti Mendes
Santos - Escola Estadual Cleobulo Amazonas Duarte Professor                        
Santos - Escola Estadual Azevedo Junior
Sao Bernardo Do Campo - Escola Estadual Tito Lima                                                 
São Bernardo Do Campo - Escola Estadual Professora Maria Osório Teixeira
São Carlos - Escola Estadual Arlindo Bittencourt
São Carlos - Escola Estadual Jesuíno De Arruda
Sao Jose Dos Campos - Escola Estadual Miguel Naked Major                                        
São José Dos Campos - Escola Estadual Moabe Cury
São Paulo - Escola Estadual Caetano De Campos (Consolação)                            
São Paulo - Escola Estadual Fidelino Figueiredo Professor                              
São Paulo - Escola Estadual João Kopke                                                
São Paulo - Escola Estadual Miss Browne                                               
São Paulo - Escola Estadual Ana Rosa De Araujo Dona                                   
São Paulo - Escola Estadual Emiliano Augusto Cavalcanti De Albuquerque E Melo         
São Paulo - Escola Estadual Fernão Dias Paes                                           
São Paulo - Escola Estadual Godofredo Furtado                                         
São Paulo - Escola Estadual Pedro Fonseca Professor                                   
São Paulo - Escola Estadual Caetano De Campos (Aclimação)                                         
São Paulo - Escola Estadual Raul Fonseca                                              
São Paulo - Escola Estadual Astrogildo Arruda Prof                                    
São Paulo - Escola Estadual João Doria Deputado                                       
São Paulo - Escola Estadual Maria Regina Machado De Castro Guimaraes Profa             
São Paulo - Escola Estadual Republica Do Suriname                                     
São Paulo - Escola Estadual Roger Jules De Carvalho Mange                             
São Paulo - Escola Estadual Shinquichi Agari                                          
São Paulo - Escola Estadual Jardim Wilma Flor                                         
São Paulo - Escola Estadual Salvador Allende Gossens Presidente                        
São Paulo - Escola Estadual Moacyr Campos Professor                                   
São Paulo - Escola Estadual Antonio Emilio Souza Penna Professor                      
São Paulo - Escola Estadual Gavião Peixoto Brigadeiro                                 
São Paulo - Escola Estadual Martin Egidio Damy                                         
São Paulo - Escola Estadual Silvio Xavier Antunes Professor                           
São Paulo - Escola Estadual Castro Alves                                              
São Paulo - Escola Estadual Flavio Jose Osorio Negrini Professor                      
São Paulo - Escola Estadual Maria Petronila Limeira Dos Milagres Monteiro
São Paulo - Escola Estadual Mary Moraes                                               
São Paulo - Escola Estadual Miguel Maluhy Comendador                                  
São Paulo - Escola Estadual Neyde Apparecida Sollitto Professora                      
São Paulo - Escola Estadual Saboia De Medeiros Padre                            
São Paulo - Escola Estadual Antonio Manoel Alves De Lima                              
São Paulo - Escola Estadual Eulalia Silva Professora                                  
São Paulo - Escola Estadual Honorio Monteiro Doutor                                   
São Paulo - Escola Estadual José Lins Do Rego                                         
São Paulo - Escola Estadual Maria Peccioli Giannasi Professora                        
São Paulo - Escola Estadual Marilsa Garbossa Francisco Professora                     
São Paulo - Escola Estadual Sinha Pantoja                                             
São Paulo - Escola Estadual Tancredo De Almeida Neves Pres                            
São Paulo - Escola Estadual Andronico De Mello Prof
São Paulo - Escola Estadual Manuel Ciridião Duarte
São Paulo - Escola Estadual Emygdio De Barros Prof
São Paulo - Escola Estadual João Xxiii
São Paulo - Escola Estadual Décio Ferraz Alvim
São Paulo - Escola Estadual Sapopemba
São Paulo - Escola Estadual Pio Telles Peixoto
São Paulo - Escola Estadual Etelvina De Goes Marcucci
São Paulo - Escola Estadual Joao Ernesto Faggin
São Paulo - Escola Estadual Plinio Negrão
São Paulo - Escola Estadual Capitão Pedro Monteiro Do Amaral
São Paulo - Escola Estadual Antonio Firmino De Proença
São Paulo - Escola Estadual Antoine De Saint Exupery
São Paulo - Escola Estadual Orville Derby
São Paulo - Escola Estadual Antonio Aggio
São Paulo - Escola Estadual Dona Zulmira Cavalheiro Faustino
São Paulo - Escola Estadual Salim Farah Maluf Professor
São Paulo - Escola Estadual Maria José
São Paulo - Escola Estadual Benedita Ribas Silveira
São Paulo - Escola Estadual Alberto Conte
São Paulo - Escola Estadual Antonio Alves Cruz Professor
São Paulo - Escola Estadual Ministro Dilson Funaro
São Paulo - Escola Estadual Estela Borges Morato
São Paulo - Escola Estadual Arthur Chagas Junior
São Paulo - Escola Estadual Luis Magalhães Araujo
São Paulo - Escola Estadual Oswald De Andrade
São Paulo - Escola Estadual Jardim Aracati Ii
São Paulo - Escola Estadual Romeu De Moraes
São Paulo - Escola Estadual Augusto Ribeiro De Carvalho
São Paulo - Escola Estadual Aracy Leme Da Veiga Ravache
São Paulo - Escola Estadual Octávio Mendes - Cedom
São Paulo - Escola Estadual Romeu De Moraes
São Paulo - Escola Estadual Anhanguera
São Paulo - Escola Estadual Dona Prisciliana Duarte De Almeida
São Paulo - Escola Estadual Adelaide Rosa Fernandes Machado De Souza
São Paulo  - Escola Estadual Comendador Alfredo Vianello Gregório
Sertãozinho - Escola Estadual Bruno Pieroni Professor
Sertãozinho - Escola Estadual Nicia Fabiola Zanutto Professora
Sorocaba - Escola Estadual Lauro Sanchez Professor                                   
Sorocaba - Escola Estadual Antonio Vieira Campos
Sorocaba - Escola Estadual Beathris Caixeiro Del Cistia
Sorocaba - Escola Estadual Hélio Del Cistia
Sorocaba - Escola Estadual Humberto De Campos
Sorocaba - Escola Estadual Jorge Madureira
Sorocaba - Escola Estadual Mario Guilherme Notari
Sorocaba - Escola Estadual João Rodrigues Bueno
Sorocaba - Escola Estadual Antonio Padilha
Sorocaba - Escola Estadual Antonio Cordeiro
Sorocaba - Escola Estadual Elza Salvestro Bonilha Professora
Sorocaba - Escola Estadual Genésio Machado Professor
Sorocaba - Escola Estadual Dr Julio Prestes De Albuquerque
Sorocaba - Escola Estadual Rafael Orsi Filho Professor
Sorocaba - Escola Estadual Roque Conceição Martins Professor
Sorocaba - Escola Estadual Senador Vergueiro
Sorocaba - Escola Estadual  Guiomar Carmolesi Professora
Sorocaba - Escola Estadual Isabel Lopes Monteiro
Sorocaba - Escola Estadual Ezequiel Machado Nascimento
Sorocaba - Escola Estadual Ossis Salvestrini Mendes
Sorocaba - Escola Estadual Professor Julio Bierrenbach Lima
Sorocaba - Escola Estadual Senador José Ermírio De Moraes
Sorocaba - Escola Estadual Dr Julio Prestes De Albuquerque
Sorocaba - Escola Estadual Mario Guilherme Notari
Sorocaba - Escola Estadual João Soares Monsenhor
Taboão Da Serra - Escola Estadual Domingos Mignoni
Taquaritinga - Escola Estadual Francisco Silveira Coelho Professor
Votorantim - Escola Estadual Selma Maria Martins Cunha

## Repercussão e suspensão do projeto
No dia 3 de dezembro, o Ministério Público e a Defensoria Pública do Estado de São Paulo entraram com uma ação civil pública na Justiça pedindo a suspensão da reorganização escolar. As entidades afirmaram que a ação foi a última medida adotada após diversas tentativas de diálogo com o governo. 
No dia 4 de dezembro, a popularidade do governador Geraldo Alckmin cai para 28%, segundo uma pesquisa do Instituto Datafolha, a pior registrada pelo seu governo. Pela primeira vez, o nível de desaprovação do governo Alckmin foi maior do que o seu nível de aprovação. A pesquisa também abordou a reestruturação do ensino, onde 61% dos entrevistados se disseram contra o projeto, enquanto 55% apoiavam as ocupações.
No mesmo dia 4, o governador anunciou a suspensão da reestruturação, e o secretário da Educação, Herman Voorwald, pediu para deixar o cargo. Durante os protestos, Voorwald chegou a dizer que os resultados apresentados pela educação pública de São Paulo eram “vergonhosos”.